# Montmain (Seine-Maritime)
Montmain ist eine französische Gemeinde im Département Seine-Maritime in der Region Normandie. Die Gemeinde befindet sich im Arrondissement Rouen, ist Teil des Kantons Le Mesnil-Esnard (bis 2015: Kanton Boos). Die Gesamtbevölkerung betrug zum 1. Januar 2022 1.499 Einwohner.

## Geographie
Montmain liegt etwa elf Kilometer ostsüdöstlich von Rouen. Umgeben wird Montmain von den Nachbargemeinden Bois-d’Ennebourg im Norden, Fresne-le-Plan im Osten, Mesnil-Raoul im Osten und Südosten, La Neuville-Chant-d’Oisel im Süden und Südosten, Boos im Südwesten, Franqueville-Saint-Pierre im Westen und Südwesten sowie Saint-Aubin-Épinay im Westen und Nordwesten. 

## Bevölkerungsentwicklung
| Bevölkerungsentwicklung | Bevölkerungsentwicklung | Bevölkerungsentwicklung | Bevölkerungsentwicklung | Bevölkerungsentwicklung | Bevölkerungsentwicklung | Bevölkerungsentwicklung | Bevölkerungsentwicklung | Bevölkerungsentwicklung |
| ----------------------- | ----------------------- | ----------------------- | ----------------------- | ----------------------- | ----------------------- | ----------------------- | ----------------------- | ----------------------- |
| Jahr                    | 1962                    | 1968                    | 1975                    | 1982                    | 1990                    | 1999                    | 2006                    | 2013                    |
| Einwohner               | 315                     | 310                     | 611                     | 710                     | 1048                    | 1416                    | 1340                    | 1437                    |

## Sehenswürdigkeiten
- Kirche Saint-Nicolas aus dem 18. Jahrhundert

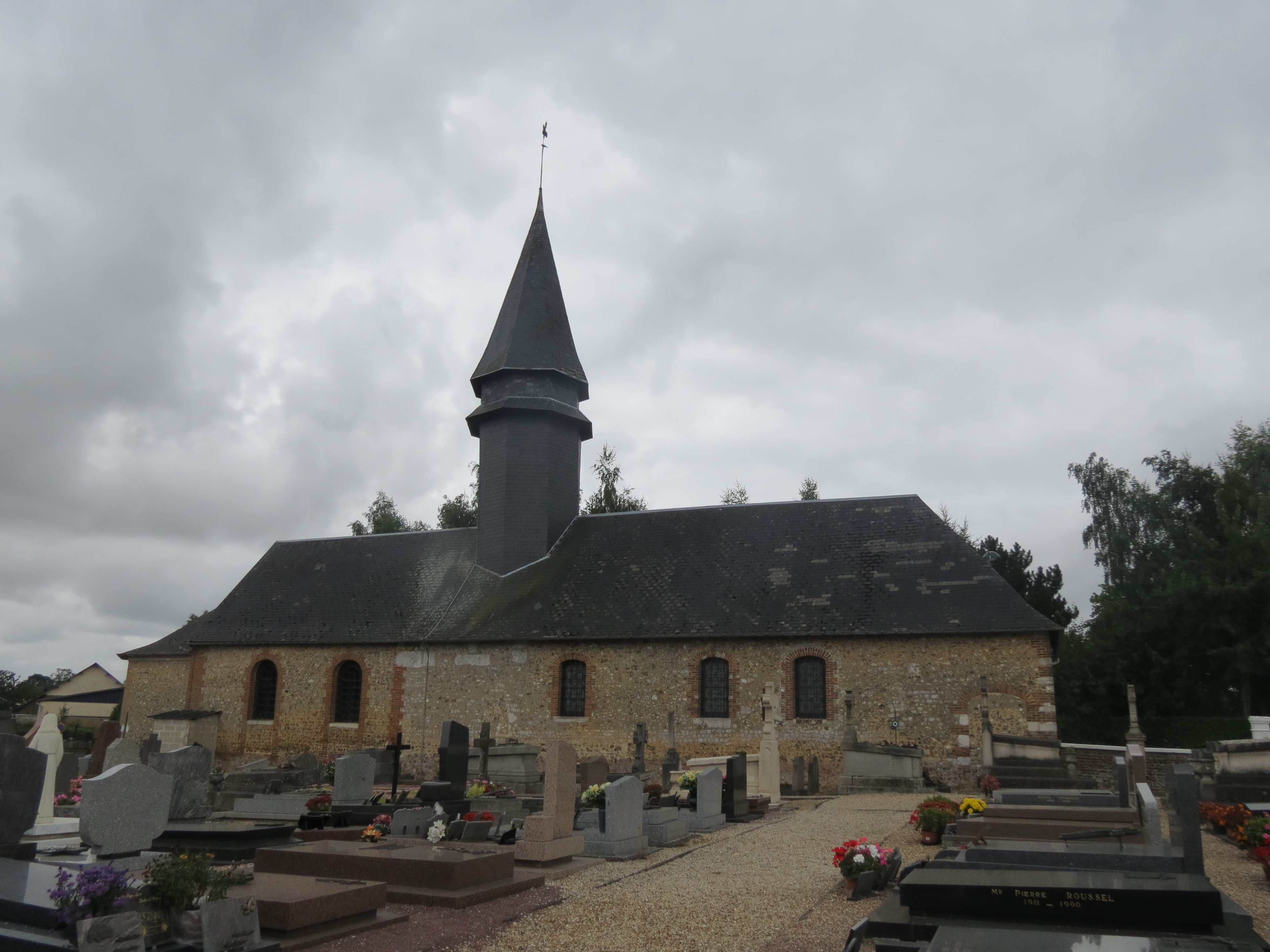
Kirche Saint-Nicolas

- Museum zur mechanischen Musik